# Курс відносно вітру
Курс судна щодо вітру — кут між напрямом вітру і діаметральною площиною (ДП) судна, тобто курсовий кут на точку горизонту, звідки віє вітер. Курс судна вимірюється у кутових градусах або визначається у румбах. Залежно від того, з якого борту дме вітер, розрізняють курс правого і курс лівого галса, залежно від кута — повні курси (від 180° до 90°) і гострі (від 90° до 0°). Курси відносно вітру мають власні назви.

## Левентик
Ле́вентик (проти вітру; нід. levendich — «жваво»)  — курс, який утворює з напрямком вітру кут 0°, тобто, вітер дме точно проти носа судна. Оскільки вітрильник йти таким курсом не може, зазвичай говорять не про «курс», а про «напрям левентик». Наближення курсу до левентику називається приведенням до вітру, а віддалення від нього — відвалюванням (увалюванням) під вітер.

## Фордевінд
Фордевінд (нід. voor de wind) — курс, при якому вітер дме у корму судна. Про вітрильник, що йде фордевіндом (за вітром), кажуть — «йде повним вітром». Кут між напрямом вітру і діаметральною площиною судна близько 180°.
Фордевінд — той самий «попутний вітер», якого бажають морякам, хоча у вітрильному спорті цей курс аж ніяк не найшвидший. Крім того, він вимагає від стернового уваги і володіння мистецтвом керувати додатковими вітрилами (зазвичай це спінакер). Вітрило при цьому курсі встановлюють перпендикулярно до напрямку вітру. Тяга створюється завдяки прямому тиску вітру на вітрило. Слабкий вітер на цьому курсі практично не відчувається, тому що швидкість вимпельного вітру дорівнює різниці швидкості істинного вітру і швидкості судна.
Поворот через фордевінд — один з двох поворотів (зміна галса) вітрильника, при якому корма перетинає лінію напряму вітру. Для суден з косим оснащенням поворот фордевінд складніший від повороту «оверштаг» (при якому ніс перетинає лінію напряму вітру) і вимагає чітких дій команди при роботі з вітрилами. Команда подається з уточненням: «Приготуватися до повороту через фордевінд!», тоді як при повороті «оверштаг» капітан просто командує «Приготуватися до повороту!».

## Галфвінд
Галфвінд (нід. halve wind), або пів-вітру — курс, при якому кут між напрямом вітру і напрямом руху судна дорівнює майже 8 румбів (близько 90°). На цьому курсі вітер дме перпендикулярно до ДП судна, а вимпельний вітер спрямований до ДП під гострим кутом. Відповідно, вітрило встановлюється під меншим кутом атаки, його тяга дорівнює поздовжній складовій підіймальної сили, а сила дрейфу — поперечній. На цьому курсі вітрило повинне ділити кут між ДП і напрямом вимпела вітру приблизно навпіл.

## Бакштаг
Бакштаг (нід. bakstag) — курс, який утворює з напрямком вітру кут більший ніж 8, але менший ніж 16 румбів — вітер відносно корабля дме ззаду і збоку. Розрізняють повний бакштаг, при якому кут перевищує 135° градусів (ближче до фордевінду), і крутий бакштаг 135° — 90° (ближчий до галфвінду). Зазвичай на цьому курсі вітрильник розвиває найбільшу швидкість. Курсом бакштаг вітрило працює під великим кутом атаки. При цьому тиск вітру відіграє головну роль у створенні тяги вітрила. Сила дрейфу практично відсутня.

## Бейдевінд
Бейдевінд (нід. bij de wind) — курс, при якому кут між напрямом вітру і напрямом руху судна менший від 8 румбів (90°). Відрізня́ють бейдевінд повний і крутий. Тяга вітрила при бейдевінді цілком визначається його підіймальною силою. При збільшенні тиску вітру сила тяги зменшується, водночас зростає сила дрейфу. Отже, на цьому курсі вітрило, що встановлюється з мінімальним кутом атаки до вимпельного вітру (5-10°), працює повністю як аеродинамічне крило.
Найкращі вітрильники ходять під кутом 30-35° до напрямку справжнього вітру. Внаслідок додавання швидкостей вітру і зустрічного потоку повітря швидкість вимпельного вітру на курсі бейдевінд виявляється максимальною, як і підіймальна сила на вітрилі (пропорційна квадрату швидкості вітру). Сила дрейфу також досягає максимальної величини. Якщо спробувати йти під гострішим кутом до вітру, то швидкість вітрильника буде зменшуватися, вітрило стане заполіскувати, підіймальна сила зменшиться і, нарешті, настане момент, коли дрейф і опір води набагато перевищать силу тяги. Судно втратить хід і керованість.